# Maurice Houyoux

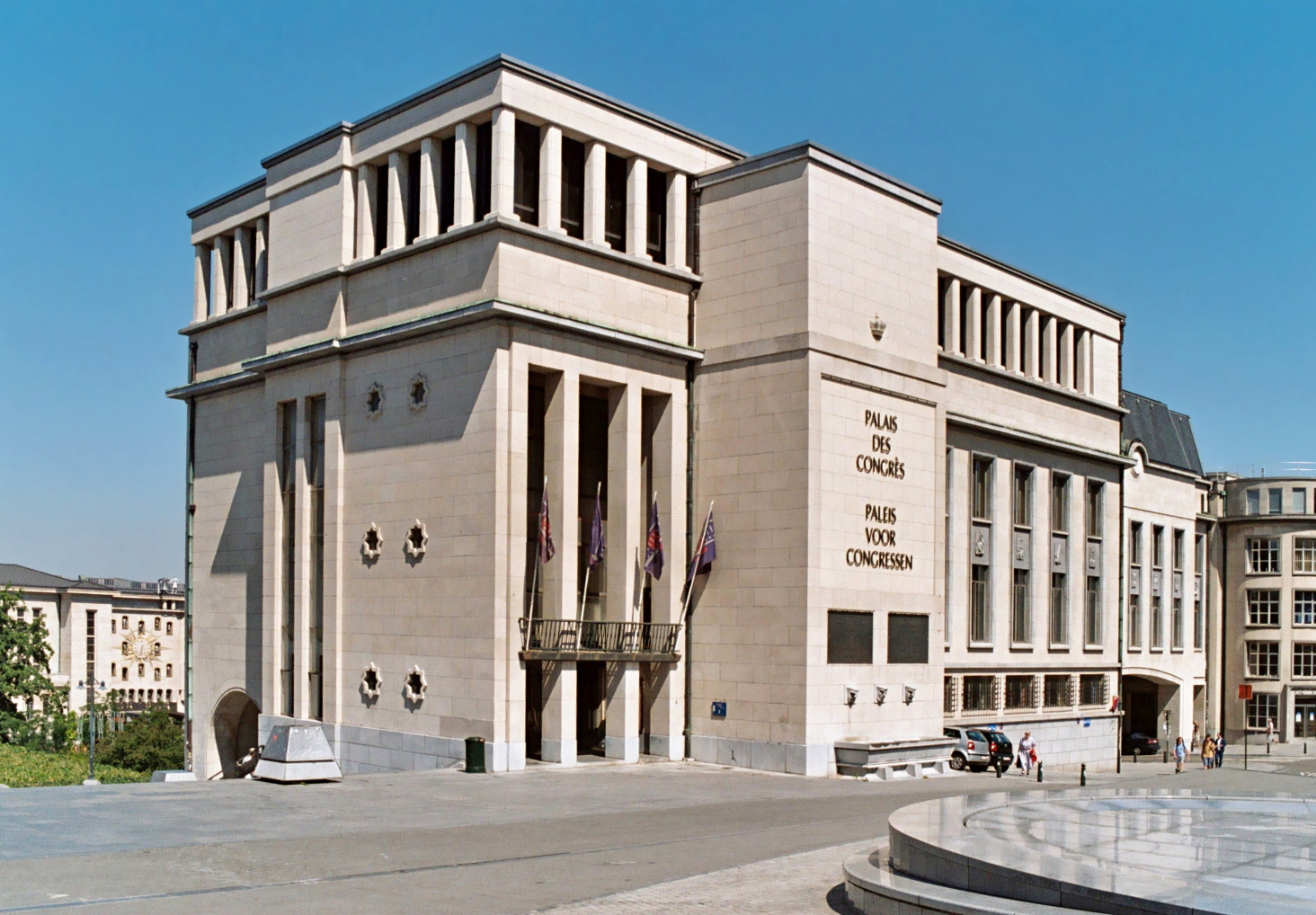
Palais des Congrès de Bruxelles
(J. Ghobert et M. Houyoux - 1954-1969).

Maurice Houyoux est un architecte moderniste belge de la première moitié du vingtième siècle. Assumant un classicisme moderne et héritier d’une influence française Beaux-Arts, il est principalement connu pour être l’architecte de la Bibliothèque royale Albert Ier à Bruxelles. Il est le fils de Mariette Houyoux-Richald et de Paul Houyoux, le frère cadet de l'éditeur George Houyoux et le neveu du peintre Léon Houyoux.

## Biographie

### Vie
Maurice Houyoux naît le 5 novembre 1903 à Bruxelles, dans la commune d’Uccle. Il se forme en Belgique, en France et aux Pays-Bas. Dès lors, son œuvre se nourrit de références étrangères. Il voyage également dans les colonies belges et devient l’auteur de nombreux ouvrages architecturaux dans le Congo belge.
Il se marie avec Betsy Diongre, fille de l’architecte et collaborateur Joseph Diongre.

### Décès et succession
En 1960, la maladie l’atteint. Le 11 février 1960, il meurt à l’âge de 57 ans. Veuf depuis peu, il mène une fin de vie à Nieuwpoort en Flandre, dans sa maison personnelle « Nouveau Port ». Il est enterré au cimetière d’Oostduinkerke.
Houyoux ne verra pas la Bibliothèque royale Albert Ier achevée. C’est Roland Delers, son collaborateur, qui s’assure de la bonne exécution du projet, jusqu’à l’année de son inauguration en 1969.

## Formations

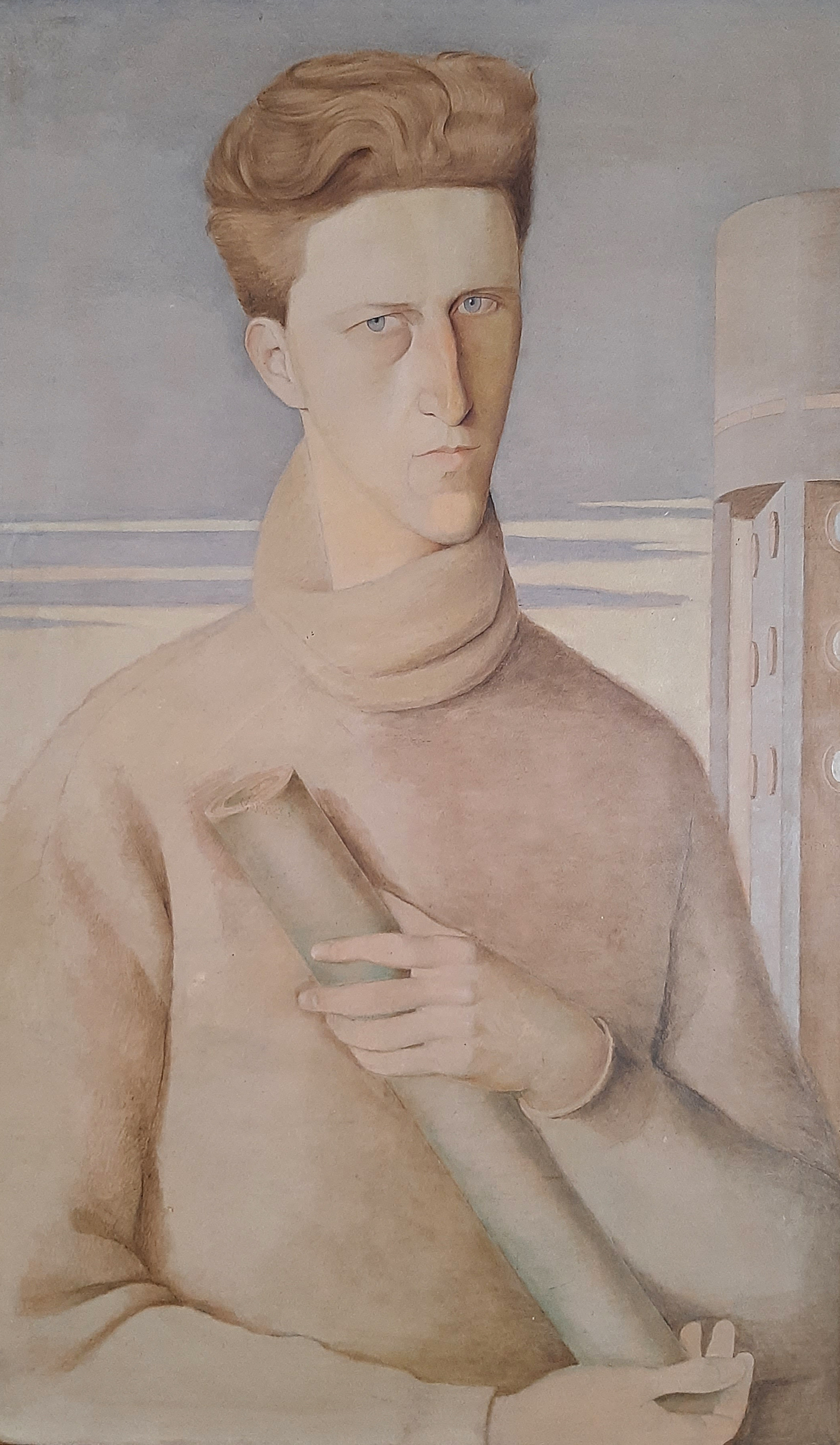
Maurice Houyoux, portrait par Albert Crommelynck.

### Formation académique
De 1921 à 1923, Houyoux commence à dix-huit ans son éducation architecturale à l’académie des Beaux-Arts de Bruxelles. Avec les nouvelles situations sociales et économiques naissant en lendemain de guerre, les architectes expriment leurs désirs de simplicité et sobriété au travers d’espaces dépouillés. À cette époque, l’architecture belge, en réaction à un modernisme naissant, se tourne vers un classicisme monumental à la manière de pavillon belge de l’Exposition de Paris en 1925. Des caractéristiques propres à ces styles sont présentes dans ses œuvres architecturales tout au long de sa vie. Cependant, c’est en suivant des cours à l’École des Beaux-Arts de Paris que ses styles s’affirment. Parmi les influences françaises majeures, comptons les modernistes Auguste Perret et Le Corbusier.

« [Par] sa formation, par ses prédilections personnelles, Maurice Houyoux s’apparente à cette école française qui puise exemples et enseignements dans les travaux et les écrits des Perret, des Corbusier et quelques autres. »

### Formation et influences professionnelles
Maurice Houyoux quitte la France pour travailler comme stagiaire chez l’architecte Dirk Roosenburg à La Haye, Pays-Bas. Avec ce dernier, il travaille sur des bâtiments industriels. L’architecte hollandais est en effet connu pour son architecture fonctionnaliste, avec des réalisations comme les bâtiments de la compagnie Philips à Eindhoven.

## Carrière

### Période industrielle
Au contact de Dirk Roosenburg, Maurice Houyoux développe un goût pour l’architecture fonctionnaliste. À son retour en Belgique, il est architecte pour la Fabrique Nationale (F.N.) de 1927 à 1931. Il construit les usines d’armement militaire de la F.N. d’Herstal en 1928. Elles sont parmi les plus grands bâtiments industriels en Belgique à cette époque. Pour ce projet, Houyoux collabore avec les Entreprises Monnoyere et Fils. Il construit également les ensembles industriels à Aix-la-Chapelle, et à Michel-les-Bruges.
Il est appelé en 1939 pour entreprendre la construction d’un pavillon et d’un cinéma de la collectivité des armuriers à l’exposition internationale de la technique de l’eau à Liège.
D’après Maurice Houyoux, le rôle de l’architecte ne peut se réduire à être simple artiste et décorateur d’espace. La guerre ayant secoué les consciences et éveillés les problèmes sociaux, le désir de faire de l’architecture dépouillée et fonctionnelle s’affirme. Cependant, Houyoux refuse également que le rôle de l’architecte se résume aux pratiques d’un habitat technicien qui répond aux strictes nécessités d’un espace et à son programme. Les contraintes spatiales et programmatiques sont à l’origine du projet d’architecture, mais doivent être aussi les éléments faisant naître la sensibilité artistique de l’espace.

Il répond dans une interview une question posée par Pierre-Louis Flouquet concernant les Usines Herstal : 
« [Pierre-Louis Flouquet]
– Entendez-vous qu’il suffise à une usine d’être conçue rationnellement pour être harmonieuse ?
[Maurice Houyoux]
- (...) En exaltant la noblesse de l’utilité, je me réjouis de ce qu’est intangible, solide, absolu. Mais voici que s’entend un esprit exécrable qui voudrait nous voir abdiquer tout désir de beauté, de crainte que celle-ci ne se réalise au détriment du parfait fonctionnement intérieur — cette satisfaction de tous les problèmes posés ; - en un mot, au détriment de l’excellence du plan ! Ce plan doit être, je le répète, la place de la construction. C’est un point acquis ! Mais ce plan, fixé en partie par les nécessités de la fabrication doit réaliser le miracle d’être aussi la base d’une œuvre plastique.

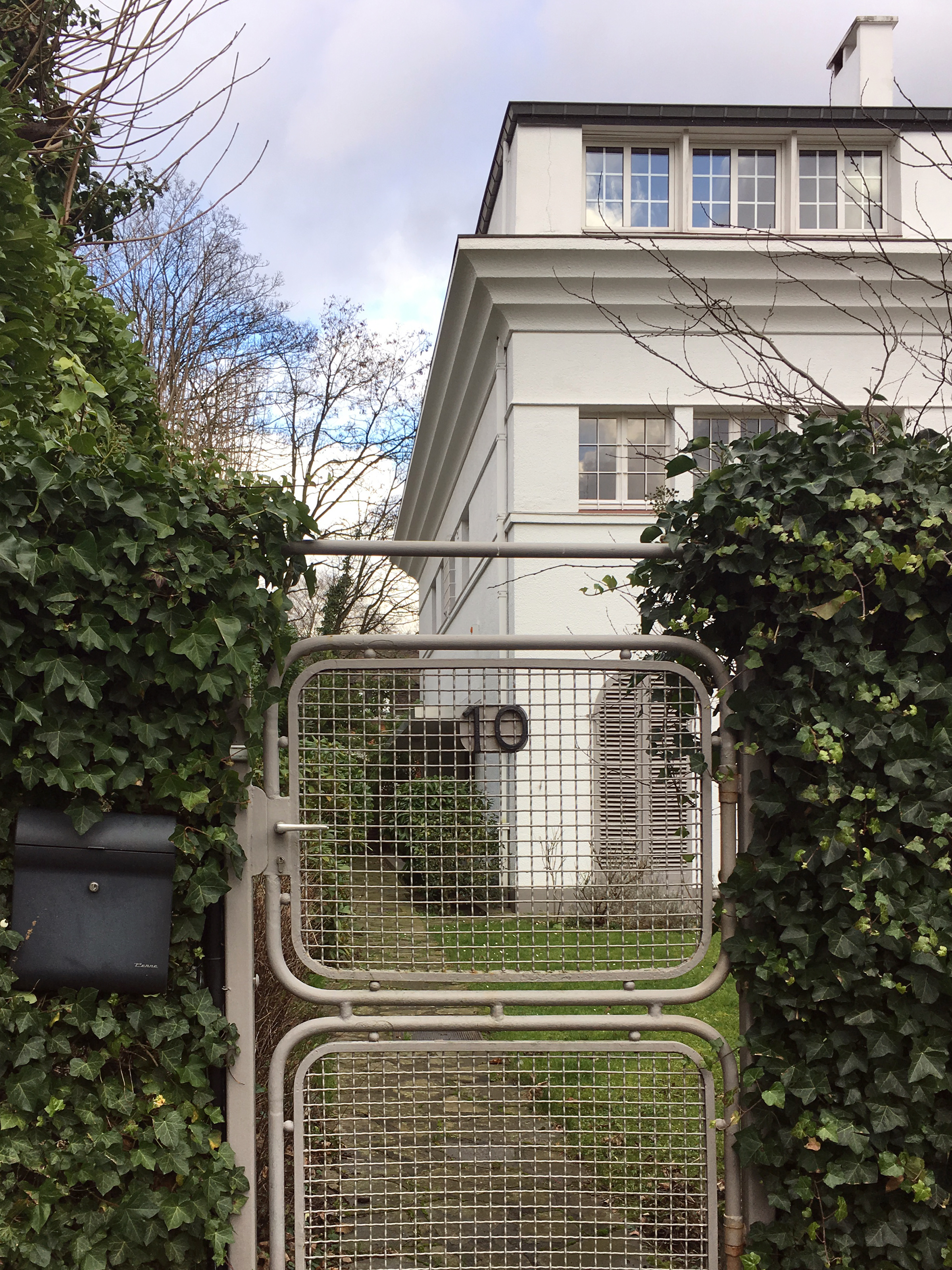
Maison double Fructidor, sur l'avenue Henri Perenne (anciennement avenue Fructidor), 1180 Uccle.

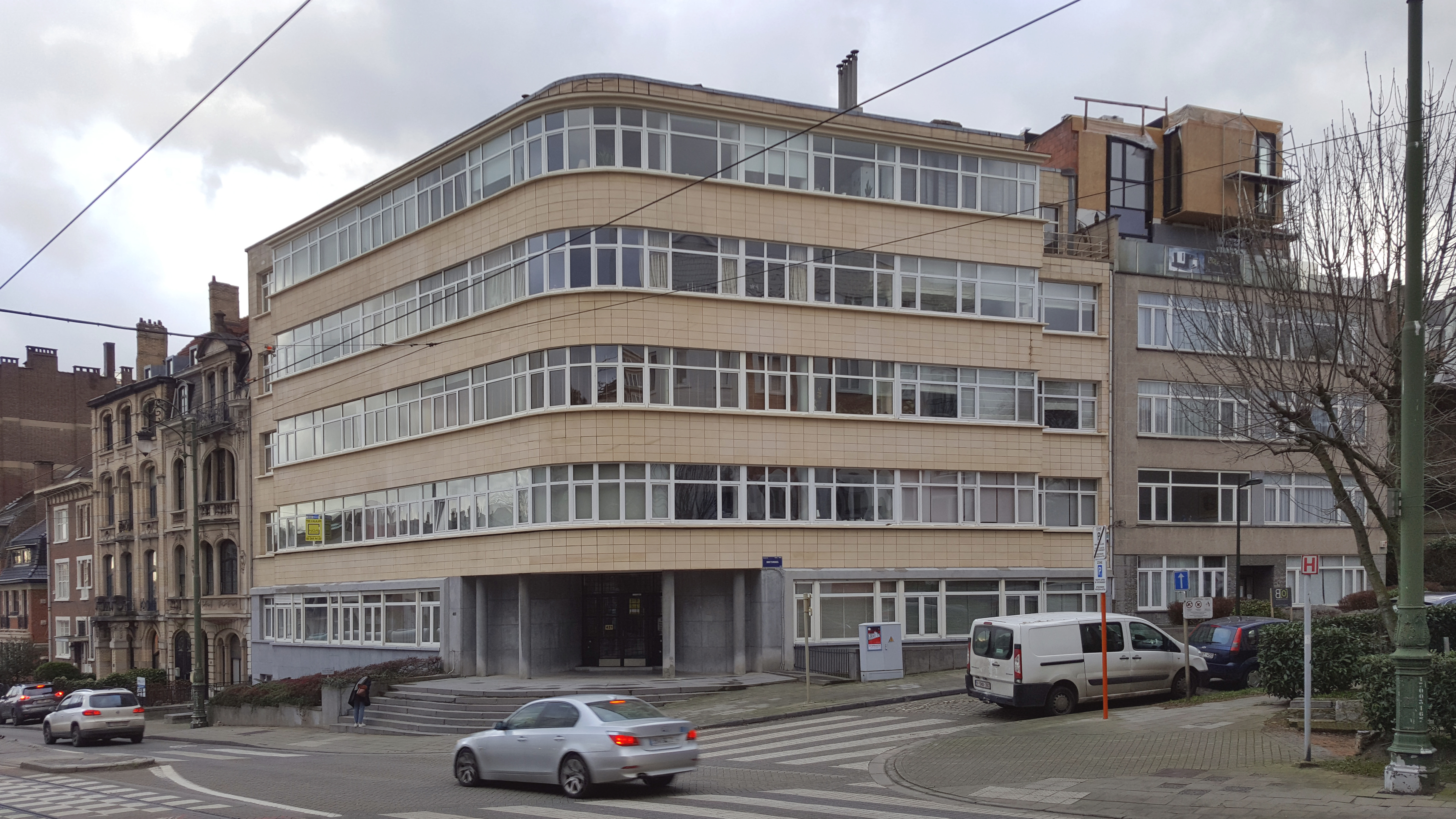
Immeuble à appartements "Claire Maison", 1180 Uccle.

L’architecte est constructeur, plasticien et poète. Il dirige subtilement les revendications de l’utilité vers le but plastique qu’il poursuit. Pure création de l’esprit, la beauté qu’il recherche et qu’il doit attendre (car c’est la raison même de son existence !) vivra d’essentiel, de vérité.
Une telle attitude nous rapproche de cet esprit, de cette grandeur qu’à notre tour nous avons découverte dans les temples de Grèce. Et qui nous tient au cœur. »

### Hôtels particuliers, appartements et autres projets
Dans l’entre-deux guerres, Maurice Houyoux construit une série d'hôtels particuliers et d’immeubles à appartements.
Ses maisons pavillonnaires présentent clairement un intérêt pour la composition équilibrée. Elles traitent de la disposition des lignes, du balancement des masses, du balancement des pleins et des vides. À ce souci d’ordonnance, une influence de l’architecture fonctionnelle. Car s'il est un thème cher à Maurice Houyoux, c’est une poésie de composition (l’art), traduite par la maîtrise du détail (la technique), qui n’est que le résultat d’un idéal d’organisation en plan (la fonction).  Construit en 1935, l’immeuble à appartement « Claire Maison », au carrefour des avenues Brugmann et Boetendael, se veut illustration de cette conviction.
Maurice Houyoux se permet plus de libertés quant aux maisons pavillonnaire dans lesquelles le langage de l’architecture moderne rencontre le vocabulaire archétypal du cottage.
Dans l’hôtel de l’avenue Henri Perenne (anciennement avenue Fructidor) à Uccle, construit en 1933, la toiture plate rencontre la corniche. Les garde-corps métalliques sont sujets aux détails. Les volumes simples sont objets de composition asymétrique. Les fenêtres en longueur se déclinent en arceau au rez-de-chaussée.
Houyoux collabore sur de multiples projets avec l’architecte et beau-père Joseph Diongre. Il travaille également sur un projet de la société L’Oréal à Paris ainsi que sur divers concours, comme celui pour la construction en 1939 de la salle des fêtes sur la place Ixelles, aujourd’hui Place Eugène Flagey.

### Bibliothèque Royale Albertine
Le projet de la Bibliothèque Royale est un complexe intimement lié à l’aménagement du Mont des Arts. Le programme intègre la bibliothèque, une galerie commerciale et de bureaux, le palais des congrès, le service des archives royales, et un parking en sous-sol.

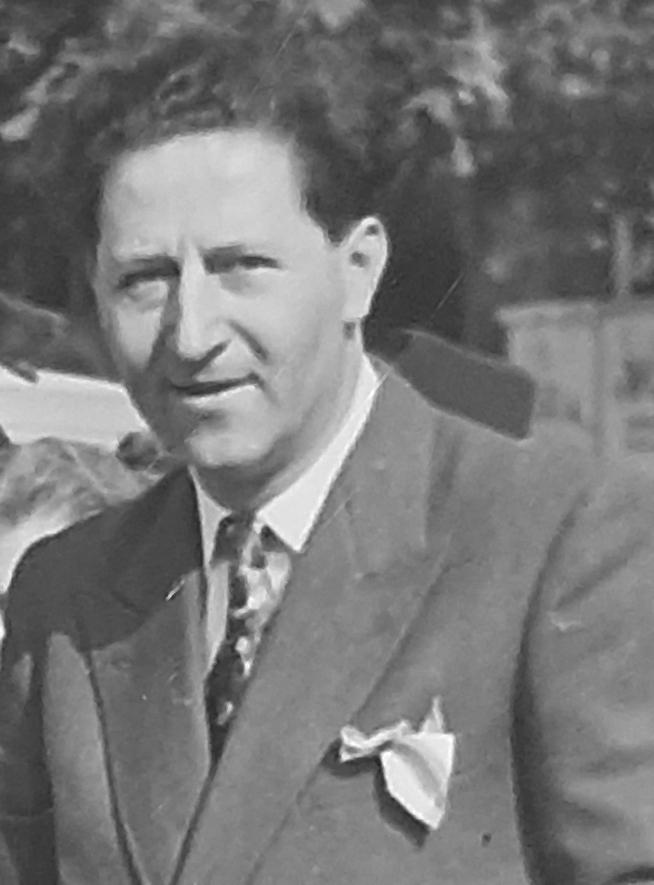
Maurice Houyoux

Maurice Houyoux se fait le commanditaire d’une architecture monumentale. Il se nourrit du classicisme tout en restant fondamentalement moderne par les techniques et par les principes de compositions.

#### L’Albertine au Botanique
Du 1er septembre au 15 décembre 1938 a lieu le concours pour l’Albertine au Jardin Botanique. L’issue du concours a pour but d’estimer la viabilité d’un tel programme au droit du Jardin Botanique, entraînant les destructions des serres dessinées par Charles-Henri Petersen en 1826. Car, depuis qu’en 1934, la décision fut prise d’ériger une bibliothèque à la mémoire du Roi défunt, le pouvoir adjudicateur n’eut de cesse de tergiverser sur l’implantation. En premier choix, la ville opte pour le Mont des Arts (anciennement Montagne de la Cour) pour lequel les travaux de la bibliothèque se couplent facilement avec les travaux d’aménagement du parc à la suite du chantier de la jonction Nord-Midi.
Seulement, les ressources financières à débloquer pour un site de cette ampleur sont trop conséquentes. Le choix se porte alors sur le Jardin Botanique, proche du centre, dans la ville haute, et dont l’érection du nouveau programme serait bon prétexte à la création d’un nouveau quartier.
Le projet « Mesure pour mesure » de Maurice Houyoux est sélectionné à l’unanimité parmi 77 candidats. Le jury lui vante sa sobriété et son classicisme austère. La monumentalité de la proposition s’exprime par des formes classiques dépouillées. Les formes, par leur expression, révèlent les diverses fonctions des volumes. Le projet s’accorde à l’esprit d’un bâtiment officiel et durable.
Avec la Première Guerre mondiale et le krach boursier de 1929, les nations européennes tendent vers un retour à l’ordre (notamment avec la montée de l’extrême droite et des partis conservateurs).
Cependant, le soulèvement populaire et intellectuel contre la destruction des serres du Jardin Botanique déplace le projet au Mont des Arts, premier choix du pouvoir adjudicateur.
Cet épisode témoigne d’une conscience bruxelloise envers son patrimoine architectural, loin des périodes sombres de la bruxellisation. Des meetings sont organisés, des personnalités comme Victor Horta se font entendre, et l’ampleur médiatique avec :
« Bruxellois ! Un attentat se prépare : réveillez-vous ! Il est temps encore de sauver cette jolie perle de votre couronne tant mutilée déjà : le Jardin Botanique ! »

#### L’Albertine au Mont des Arts

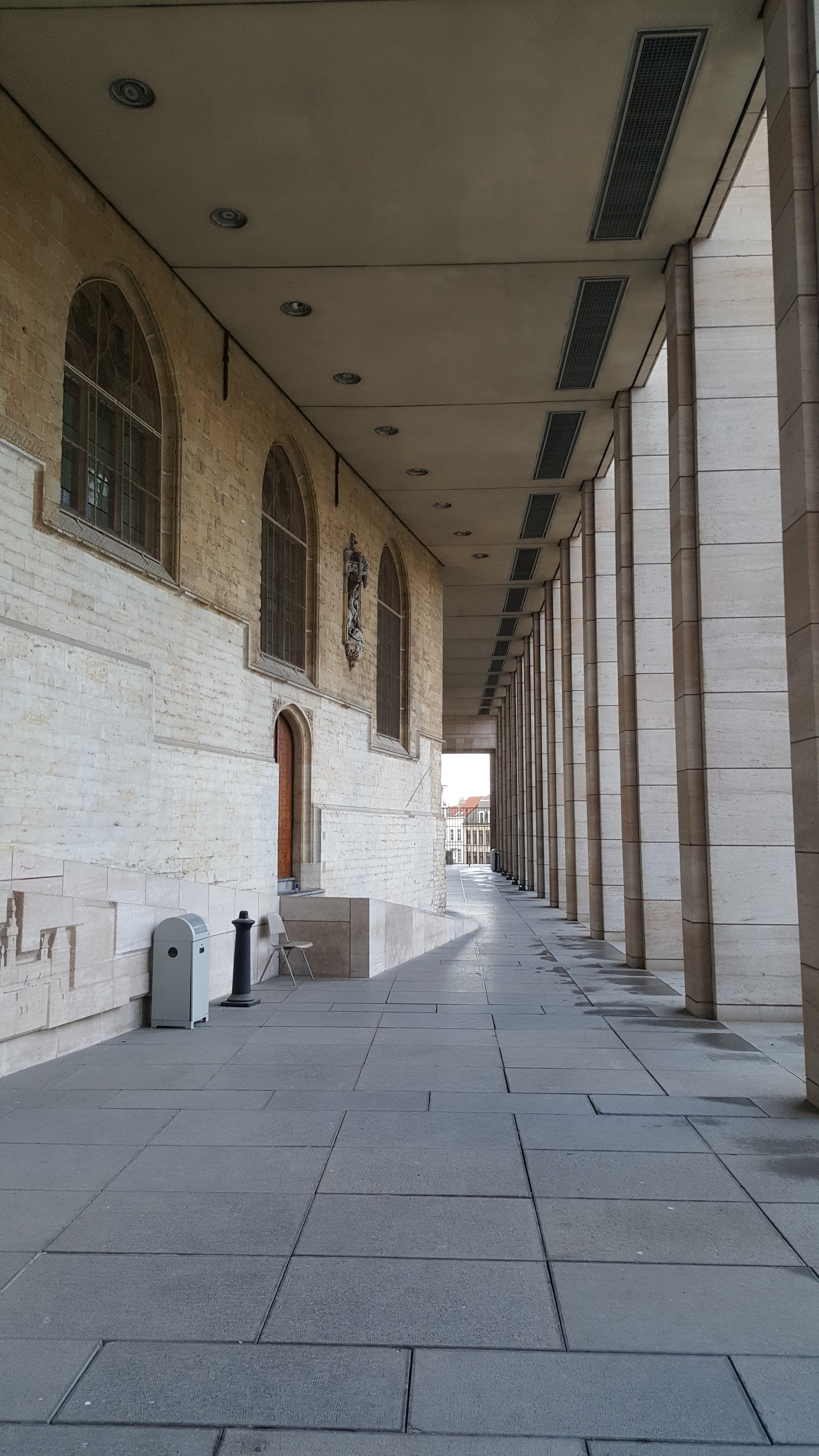
Intégration de la chapelle de Nassau, Bibliothèque Albertine 1964.

En 1939, les Fonds « bibliothèque royale Albert 1er », pouvoir adjudicateur, font de nouveau appel à Maurice Houyoux, lauréat du concours de la bibliothèque du Jardin Botanique, et à Jules Ghobert, lauréat du plan d’aménagement du Mont des Arts (anciennement Montagne de la Cour) pour l’édification de la bibliothèque Albertine. Le projet initial prévoit une libération maximale de la surface utile des jardins du Mont des Arts, malgré le dénivelé, monumentalisé par un encadrement des programmes, rue Montagne de la Cour, rue Coudenberg, rue Ruysbroeck, boulevard de l’Empereur. Pourtant, le projet n’aura de cesse de rencontrer modification et transformation pour satisfaire aux désirs des Fonds, aux exigences budgétaires de la ville, et aux craintes des habitants.
C’est en 1944 que les plans sont acceptés pour la première fois. Le projet est monumental par ses dimensions, par son tracé et par ses volumes. Cette volumétrie harmonieuse se veut continuité entre l’architecture de la place royale et de ses musées et la projection des constructions modernes du boulevard de la jonction.
Le projet se conçoit en trois phases de constructions :
–dégagement du site, la constructions du magasin de livres et de l’aile à front de la rue de Ruysbroeck et du boulevard de l’Empereur, mise à niveau de l’esplanade et de la voirie, ainsi que l’édification de tous les bâtiments qui l’entourent.
–démolition des anciens locaux de bibliothèque si ce n’est la façade à front de la place du Musée, construction de l’aile centrale et de l’aile est de la bibliothèque, ainsi que l’extension du musée et des locaux d’archives
— démolitions des anciens locaux d’archives et du musée d’art moderne, déménagé entre les locaux Charles de Lorraine et le patio de la bibliothèque.
Les difficultés financières de la ville repoussent le début des travaux. Le temps écoulé ranime les polémiques au sujet des proportions mégalomanes du projet, et au sujet de la destruction du square Vacherot, de la chapelle de Nassau, des habitations au bas de l’esplanade, ainsi que du lot d’expropriation nécessaire à la bonne réalisation du projet.
Ce nouveau débat aboutit sur la préservation des maisons traditionnelles au bas de l’esplanade du Monts des Arts. Offrant un panorama sur le bas de la ville et ses toits en pignons.
C’est dans cette modification perpétuelle du projet que Houyoux meurt, cédant à Roland Delers, son collaborateur, la bonne exécution du chantier. C’est à Roland Delers qu’il incombe la tâche de conserver la chapelle de Nassau dans la bibliothèque. Il bénéficie des conseils de Maxime Brunfaut, ainsi que de la supervision d’un collège d’architecte présidé par Victor Bourgeois.
Conserver la chapelle de Nassau, absente des plans de 1946, c’est déplacer l’entrée hauteur du jardin, compliquant l’ordre symétrique de l’aile centrale. De même, la hauteur de cette chapelle a défini le soubassement le long du jardin.
Achevé en 1966, le projet est inauguré le 17 février 1969, date d’anniversaire du roi Albert 1er.
Un projet de 30 ans.

Emile Henvaux, ami de Maurice Houyoux disait : 
« (...) durant toute la guerre, Houyoux s’employait à d’incessants remaniements de ses projets originaux. Non seulement il assistait à l’altération de l’édifice qu’il avait imaginé, mais encore il était contraint de participer à cette altération ».
Le projet de l’Albertine frappe de par son homogénéité ordonnée bien qu’il n’ait été qu’une suite incessante de remaniements : que ce soit par l’intégration de la façade du palais Charles de Lorrain sur la place du musée, les modifications constantes en fonction de la concrétisation de la jonction Nord - Midi, la conservation de la chapelle de Nassau et du contexte environnant, l’évolution des modes de consommation de la bibliothèque et la construction tardive des archives générales inspirée des tendances post-modernes.

### Congo belge
À partir de 1949, Maurice Houyoux se rend régulièrement au Congo belge où il construit plusieurs bâtiments de taille relativement importante. Il construit entre autres les bâtiments de la Banque du Congo belge à Kinshasa (anciennement Léopoldville), à Kinsangani (anciennement Stanleyville) et Bukavu, le siège de la Compagnie du Congo pour le Commerce et l’Industrie (C.C.C.I.) à Kinshasa et divers immeubles d’habitation.
L’architecte reconnaît dans l’architecture congolaise de réelles stratégies ingénieuses permettant de se protéger du soleil tout en apportant de la lumière et de la fraîcheur. Il disait que « les peuples des pays chauds conçoivent ces impératifs depuis toujours et, dans leur manière de bâtir, s’y sont toujours conformés […] : pas de fenêtre, sortie surmontée d’un auvent, protection de branchages, obscurité complète évidemment, hygiène relatives bien sûr, mais aussi : fraîcheur… »

### Exposition universelle de Bruxelles 1958
La section des colonies belges se situe au sud de l’Atomium, à l’Intersection entre le boulevard du Centenaire, l’avenue du Gros Tilleul et  l’avenue de Bouchout (anciennement avenue du Congo, avenue du Rwanda, avenue de l’Urundi).
La section se composait de 7 pavillons parmi lesquels le palais du Congo, Ruanda-Urundi. Maurice Houyoux, architecte en chef, supervise le plan général technique et la cohérence d’ensemble entre tous les pavillons de manière à mettre en valeur les thèmes exposés, par une scénographie sobre et claire.

## Réalisations

### En Belgique
- 1927, magasin et bureaux à Anvers
- 1928-1931, usine de la Fabrique Nationales d’Armes de Guerre, Herstal-les-Brugges (anciennement Herstal-lez-Liège)
- 1928-1931, usine de la Fabrique Nationales d’Armes de Guerre, Saint André Bruges (anciennement à Saint André-lez-Bruges)
- 1928-1931, étude pour la construction de l’hôpital du Château rouge à Herstal
- 1928-1931, transformation de boutique, Liège
- 1928-1931, transformation de deux boutiques, Bruxelles
- 1932-1938, Immeuble appartements Brugmann, 307 avenue Brugmann, 1180 Uccle, existant
- 1932-1938, concours pour la salle des fêtes de la place Eugène Flagey (anciennement place Sainte-Croix), 1050 Ixelles, Bruxelles, non réalisé
- 1932-1938, Étude pour un bassin de natation,1080 Molenbeek
- 1933, maison double Fructidor, 10,12 avenue Henri Perenne (anciennement avenue Fructidor), 1180 Uccle, existant
- 1935, Immeuble Claire Maison, 421 avenue Brugmann, 1180 Uccle, existant
- 1935-1938, cinq étages de locaux industriels dans un immeuble, 1000 Bruxelles (M. Houyoux, J. Diongre)
- 1935-1938, immeuble à appartement avec six appartements, 1050 Ixelles, Bruxelles (M. Houyoux, J. Diongre)
- 1935-1938, transformations de diverses magasins, Heusden (anciennement Heusden-lez Gand),
- 1935-1938, concours pour l’Église d’Uccle (troisième prix), 1180 Uccle, non réalisé
- 1935-1938, immeuble à appartement,1000 Bruxelles
- 1936, appartements rue François Dons, 32-34, rue François Dons, 1050 Ixelles, Bruxelles, existant
- 1936, rez-de-chaussée commercial, 250 chaussée de Waterloo, 1060 Saint-Gilles, existant
- 1936, rez-de-chaussée commercial, 256 chaussée de Waterloo, 1060 Saint-Gilles, existant
- 1937, rez-de-chaussée commercial, 252 chaussée de Waterloo, 1060 Saint-Gilles, existant
- 1937, hôtel Ehring, 56 c Avenue Hamoir, 1180 Uccle, existant
- 1937 , immeuble à 6 appartements, 307 avenue Brugmann, 1180 Uccle, existant
- 1938, “Mesure pour mesure”, projet de concours pour l’édification de la Bibliothèque Albert Ier à l’emplacement du Jardin Botanique, 236 rue Royale, 1210 Saint-Josse-ten-Noode, non réalisé
- 1939-1969, Bibliothèque Royale Albert 1er au Mont des Arts, 4 Boulevard de l’Empereur, 1000 Bruxelles (M. Houyoux, R. Delers, J. Ghobert), existant
- 1939, cinéma de la Collectivité des Armuriers à l’Exposition de Liège, Liège,, détruit
- 1939, étude pour la cité ouvrière « Plein Ciel », Herstal
- 1939, château d’eau, Bruges
- 1949, Monument Odilon-Jean Périer, Fontaine du Poète, avenue Louise, 1000 Bruxelles (M. Houyoux, J. Diongre), existantInauguration de la Fontaine du Poète à Bruxelles

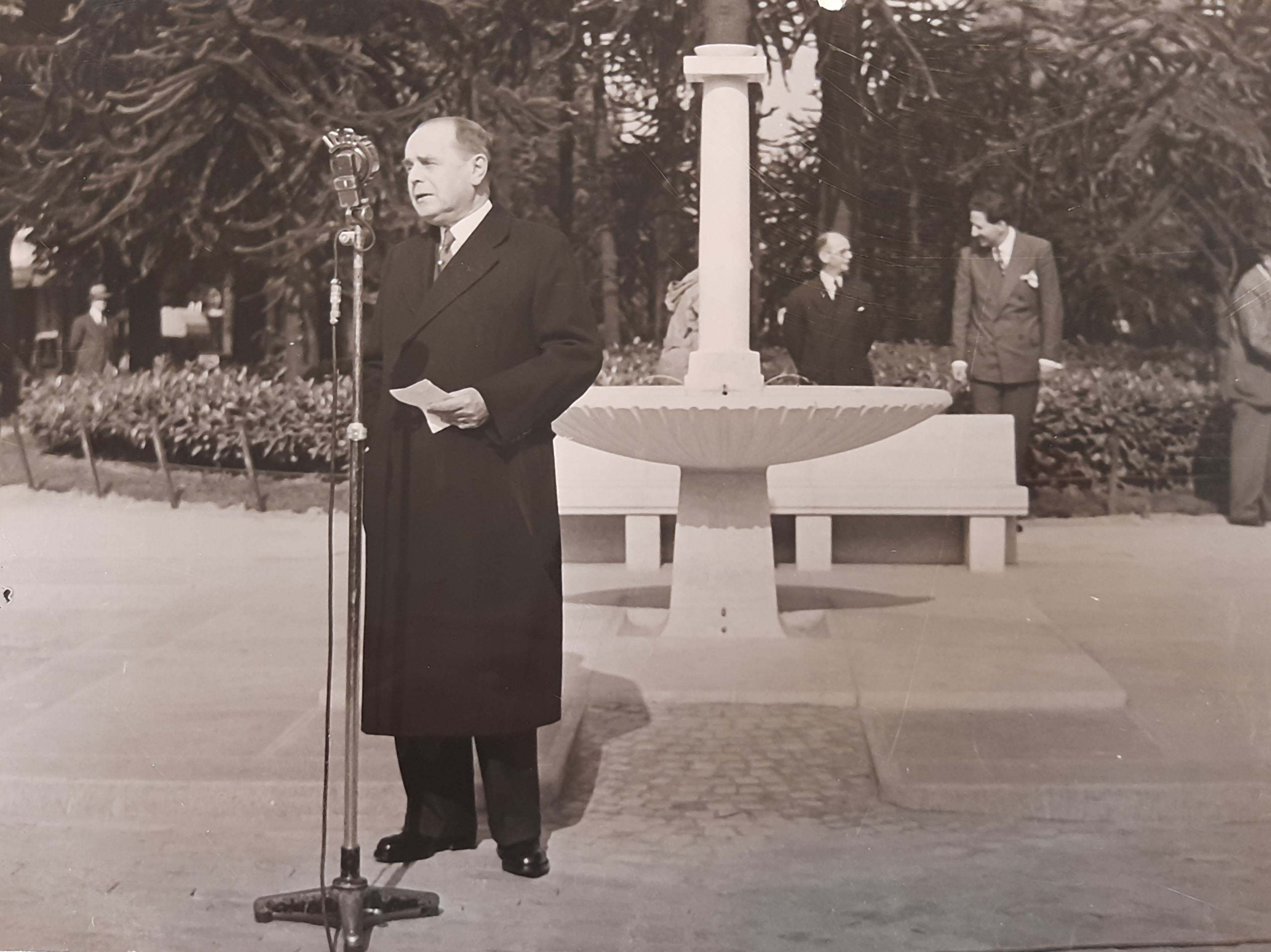
Inauguration de la Fontaine du Poète à Bruxelles

- 1949, agrandissement d’une villa à Hoog-Poort, Gand
- 1950 ca, projet de décoration de la salle Henri Le Boeuf au palais des Beaux-Arts de Bruxelles (M.Houyoux)
- 1950-1955, Viaduc de la place de la Justice, (M. Houyoux, M.Brunfaut), existant
- 1953, usine Nolf, Courtrai
- 1955, Athénée Royal de Thuin avec internat, Thuin (M. Houyoux, M. Baeken)
- 1958, section colonie belge pour l’Exposition Universelle de Bruxelles, Intersection entre le boulevard du Centenaire, avenue du Gros Tillieul, avenue de Bouchout (anciennement avenue du Congo, avenue du Rwanda, avenue de l’Urundi), 1020 Bruxelles (M. Houyoux, J.Sténion)
- s.d., Le Nouveau Port, maison personnelle, 3 Mosweg 8620 Nieuport

### En Allemagne
- 1928-1931, usine de la Fabrique Nationales d’Armes de Guerre, Aix-la-Chapelle

### En France
- 1928-1931, étude pour la construction des usines de M.A.P., Saint-Denis
- 1935-1938, étude pour les bâtiments de bureaux de la Sainte L’Oréal, Paris

### En République Démocratique du Congo
- 1948-1958, Otraco, étude et exécution d’immeubles à appartements, Kinshasa (anciennement Léopoldville), RD Congo (anciennement Congo Belge)
- 1948-1958, siège de la Banque du Congo belge, Kinshasa (anciennement Léopoldville), RD Congo
- 1948-1958, Siège de la Compagnie du Congo pour le Commerce et l’Industrie (C.C.C.I.), Kinshasa (anciennement Léopoldville), RD Congo
- 1948-1958, différentes constructions pour les sociétés Interfina, Sedec, H.C.B. et Ollivant, Kinshasa (anciennement Léopoldville), RD Congo

## Sources

#### Ouvrages
- AAM, “Académie de Bruxelles, deux siècles d’architectures à Bruxelles”, AAM editions, 1989, p.216-221, p. 392-393
- AAM, “Bruxelles architectures de 1950 à aujourd’hui”, AAM editions, p.32
- DEMEY, Thierry, “chronique d’une capitale en chantier: 1: du voûtement de la Senne à la jonction Nord-Midi”, CFC editions, p.272-291, 1990
- DE VOS, Rika, DE KOONING, Mil, “moderne architectuur op expo 58”, mercatorfonds, p. 28-29
- DUBOIS, Cécile, "Promenades Art Déco à Bruxelles", Éditions Racine, p. 121-122, 2006
- LAGAE Johan, TOULIER Bernard, GEMOETS Marc, “Kinshasa: architecture et paysages urbains”, Somogy éditions d’art, 2010
- PIETERS Hannes, “Bouwen voor de natie, De Albertina op Brusselse Kunstberg als monumentaal totaalproject”, academia press, 2012
- TRIBOT, Pierre-Jean, “Bruxelles 58 années lumières”, CFC editions, p. 72-73, p. 104-108
- PIETERS Hannes, “De Koninklijke Bibliotheek van België, vier decennia van nationale representatie in architectuur, stedenbouw en interieurinrichting”, masterproef aan de Ugent – Vakgroep Architectuur en Stedenbouw, academiejaar 2008-2009

#### Articles et périodiques
- DELERS Roland, “La bibliothèque Albert 1er à Bruxelles”, dans : Habitat, n°3-4, 1961, p.17-22
- DELETANG, M, “CLAIRE MAISON, à Bruxelles”, dans: Bâtir, n°42, Mai 1936, p. 667-668
- D.G, “GRANDEURS ET SERVITUDES de l’architecture en pays tropicaux”, dans: Objectif 58, n° 9, mai 1955, p. 8-15
- E.H, ”CLAIRE MAISON, immeuble d’appartements à Bruxelles”, dans: l’architecture d’aujourd’hui, n° 2, 1938, p. 34-35
- FLOUQUET, Pierre-Louis, “Utilité et Harmonie”, dans: Bâtir, n°36, 1935, p. 431-434
- HOUYOUX Maurice, “Du bruit et des trépidations dans les bâtiments industriels”, dans : bâtir, n°36, novembre 1935, p.442-443
- HOUYOUX, Maurice, “Mission de l’architecte”, dans: Rythme, Décembre 1948, p. 11-12
- HOUYOUX Maurice, “Architecture et urbanisme au Congo”, dans : la revue coloniale belge, n°262, 1956
- HENVAUX, Emile, “du côté de l’architecture”, dans: la maison, n° 8, août 1964, p. 235-238
- PUTTEMANS Robert, “Maurice Houyoux”, dans : Rythme, n°30, mars 1960, p.21-22
- “Concours pour l’édification au jardin botanique de la bibliothèque Albert 1er,” dans : L’émulation, n°6, 1939, p.89-91
- “Quelques travaux d’architecture industrielle”, dans: la cité, vol 10, n° 11, juin 1932, p. 149-158
- ”Quelques travaux de Maurice Houyoux”, dans: perspectives, n°2, Octobre 1937, p. 8-9
- “Section nécrologique: Maurice Houyoux”, dans: Le Soir, 14-15/2/1960
- “Bruxelles, la fontaine du poète”, dans: Rythme, mars 1949, p. 41
- “La section du Congo, et du Ruanda-Urundi, les participations européennes de la section étrangère”, dans: T.T., n°7-8, 1958, p.199- 203
- Catalgirone, S. (2010). « Maurice HOUYOUX sous les tropiques », in les nouvelles du patrimoine, n°128, édition l’association des amis de l’Unesco, Belgique, p. 27-29
- Manlio MICHIELETTO , Olatunde ADEDAYO & Alexis TSHIUNZA, “A Lesson of Sustainability Given by The Tropical Modernism in Kinshasa: The BCB Headquarters by Maurice Houyoux”, Published by IDEAS SPREAD, Vol. 3, No. 1, 20 février 2021. https://doi.org/10.30560/sdr.v3n1p22
- VICTOR BAY MUKANYA KAYEMBE, “Paul Dequeker and the tropical church : Analysis of a conceptual approach to Catholic church building in tropical Africa , 6 case studies”, Doctoral thesis in architecture, Università Iuav di Venezia, Academic year 2021-2022, p. 58
- HOUYOUX-DIONGRE, "Trois sièges de la Banque du Congo Belge à Léopoldville, Bukavu, Stanleyville". Rythme, n°17, mars 1954, S.C.A.B, S.C.E.A, Bruxelles, pp.18-21
- ROBERT, Yves. L’architecture coloniale en République démocratique du Congo: vers la patrimonialisation d’un héritage ambivalent?. Les Cahiers de l’Urbanisme n°75, 2010, p. 38.
- ARON, Paul. L’avenue Louise et les écrivains. Textyles. Revue des lettres belges de langue française, 2015, no 47, p. 95-108.

#### Webographie
- Région de Bruxelles-Capitale. Inventaire du patrimoine architectural, Site des monuments et sites de la région de Bruxelles-Capitale, http://www.irismonument.be/fr.Bruxelles_Extension_Sud.Avenue_Louise.A007.html , page consultée le 2 novembre 2017[6].
- Région de Bruxelles-Capitale. Inventaire du patrimoine architectural, Site des monuments et sites de la région de Bruxelles-Capitale, http://www.irismonument.be/fr.Saint-Gilles.Chaussee_de_Waterloo.246.html, page consultée le 7 décembre 2017[7].
- Université libre de Bruxelles. Bibliothèque, Site de la bibliothèque de l’université de Bruxelles, http://digitheque.ulb.ac.be/indexd9ce.html?id=1040&type=98&no_cache=1&tx_ttnews[tt_news]= , page consultée le 15 janvier 2018
- Région de Bruxelles-Capitale. Inventaire du patrimoine architectural, Site des monuments et sites de la région de Bruxelles-Capitale, http://www.irismonument.be/fr.Uccle.Avenue_Hamoir.56C.html, page consultée le 2 novembre 2017.
- Région de Bruxelles-Capitale. Bruxelles Environnement, Site de l’institut bruxellois pour la gestion de l’environnement,  http://document.environnement.brussels/opac_css/elecfile/IF%20EV%20Parcs%20Jardin%20Botanique%20FR , page consultée le 16 janvier 2018